# Ditaxis cyanophylla
Ditaxis cyanophylla är en törelväxtart som beskrevs av Elmer Ottis Wooton och Paul Carpenter Standley. Ditaxis cyanophylla ingår i släktet Ditaxis och familjen törelväxter. Inga underarter finns listade i Catalogue of Life.